# Такэути, Томока
Томока Такэути (яп. 竹内 智香 Такэути Томока, род. 21 декабря 1983, Асахикава) — японская сноубордистка, выступающая в параллельном гигантском слаломе и параллельном слаломе. Серебряный призёр Олимпийских игр 2014 года в параллельном гигантском слаломе. Участница шести подряд Олимпийских игр (2002—2022).
На международной арене дебютировала в январе 2001 года на одном из этапов кубка мира, свои первые очки набрала год спустя в 2002 году. В этом же году дебютировал на Олимпийских играх, на которых заняла 22 итоговое место. На следующих Олимпийских играх заняла 9 место. В общей сложности за карьеру шесть раз поднималась на подиум этапов кубка мира, лучшим результатом в общем зачете стало 4 место 2009 года. На Олимпийских играх в Сочи выиграла серебряную награду, проиграв финальный заезд швейцарской спортсменке Патриции Куммер.

## Зимние Олимпийские игры
| Олимпийские игры    | Параллельный слалом | Параллельный гигантский слалом |
| ------------------- | ------------------- | ------------------------------ |
| 2002 Солт-Лейк-Сити | н/д                 | 22                             |
| 2006 Турин          | н/д                 | 9                              |
| 2010 Ванкувер       | н/д                 | 13                             |
| 2014 Coчи           | 14                  | 2                              |
| 2018 Пхёнчхан       | н/д                 | 5                              |
| 2022 Пекин          | н/д                 | 15                             |